# The Flower of Faith
Pour plus de détails, voir Fiche technique et Distribution.

The Flower of Faith est un film muet américain réalisé par Burton L. King, sorti en 1916.

## Fiche technique
- Titre : The Flower of Faith
- Réalisation : Burton L. King
- Assistant-réalisateur : Dale Hanshaw
- Scénario : Charles T. Dazey, Frank Mitchell Dazey
- Photographie :
- Producteur :
- Société de production : Superb Pictures Corp.
- Société de distribution : International Film Service
- Pays de production :  États-Unis
- Langue : Anglais
- Métrage : 1 500 m
- Format : Noir et blanc — 35 mm — 1,33:1 — Muet
- Genre : Film dramatique
- Durée : 50 minutes
- Dates de sortie : 
  - États-Unis : 2 octobre 1916

## Distribution
- Jane Grey : Ruth Judson
- Frank Mills : Hugh Lee
- Albert Tavernier : Ephram Judson
- Percy Helton : Tom Judson
- Mary Smith
- William Reynolds